# Zsidórámpa

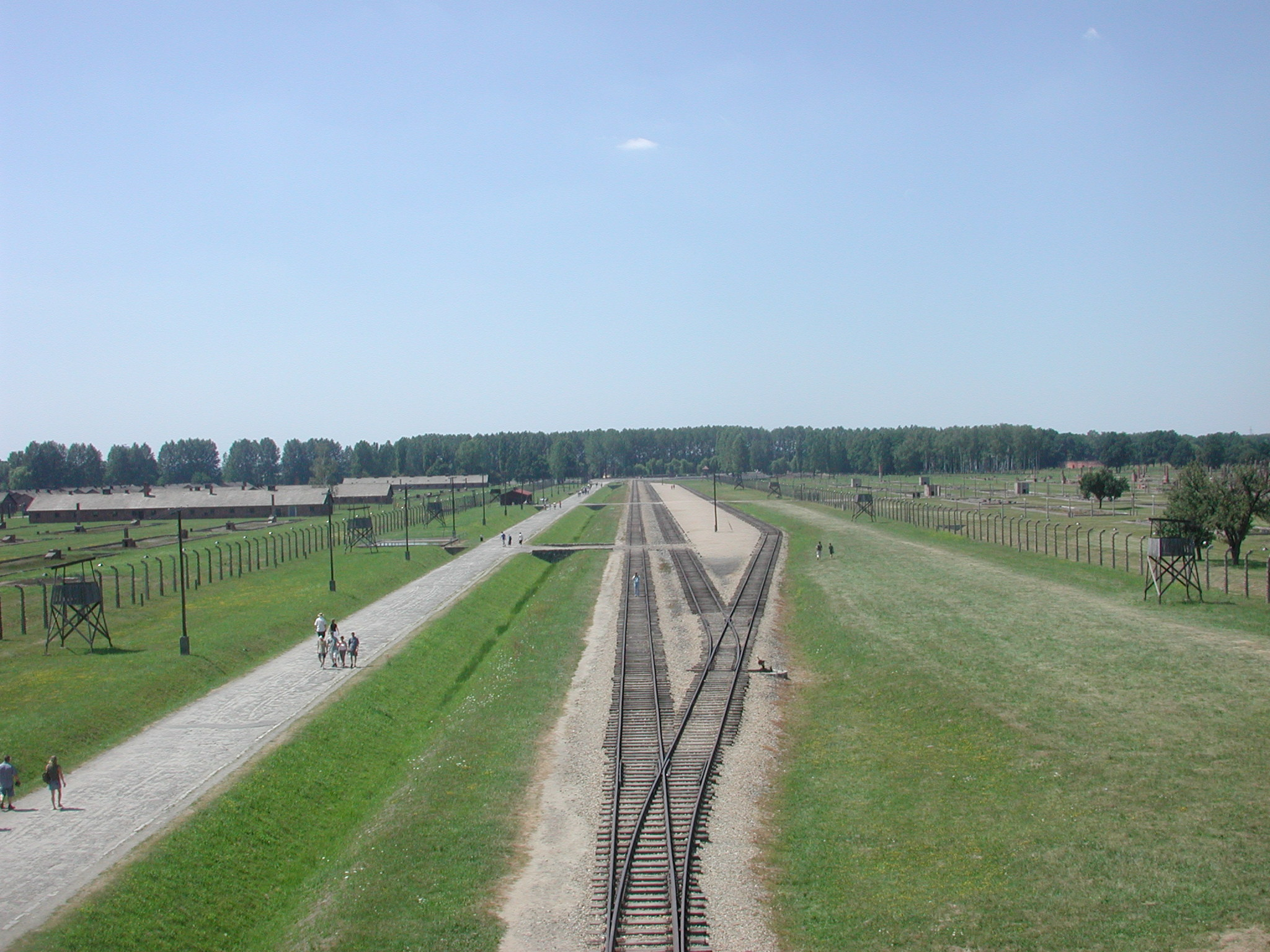
A birkenaui zsidórámpa (a kép hátterében)

A zsidórámpa (németül Judenrampe) az Auschwitz-Birkenauba érkező vasúti sínpárok között elterülő terület, ahol az SS-orvosok a vagonokból leszálló zsidókat, és egyéb deportáltakat szelektálták a holokauszt idején. A Höss-akció előkészítéseként jött létre 1944 májusában.

## A szelekció
A bejövő vonatok megálltak a zsidórámpa egyik oldalán, amikor kinyíltak az ajtók, az SS-őrök fennhangon felszólították a bennlévőket, hogy hagyják el a vagont, mindeközben az SS és a Kanada-kommandó tagjai rángatták le a deportáltakat. Az értékeket a vonatban kellett hagyni. Mindenkit sorba állítottak, külön a férfiakat, külön a nőket. A szelektálás megkezdődött; megkérdezték az ember életkorát, s a 18 és 45 közötti intervallumba esők nagy részét munkaképesnek ítélték. Amikor az orvos nem tudta egyértelműen eldönteni, hogy az illető munkaképes-e, rákérdezett esetleges betegségekre, s a válasz függvényében döntött. Rendszeres szelektáló orvosok voltak dr. Josef Mengele, dr. Heinz Thilo, dr. Eduard Wirths és a magyarul is beszélő dr. Victor Capesius. Az intervallumon kívül esőket – gyermekeket, öregeket – néhány kivétellel – órákon belül elgázosították. Emiatt a Kanada-kommandó tagjai – a tiltás ellenére – már a sorba állításkor utasították a vagonokból kiszállókat, hogy adják át a gyermekeket az öregeknek. Egyes esetekben más eljárás érvényesült: Mengelének szüksége volt orvosokra, így azokat különválasztották a többi deportálttól, s a németül jól beszélők egy részét – Nyiszli Miklós esetében például a boncolóorvosokat – elhelyezték a táborban.